# Bombylius japygus
Bombylius japygus är en tvåvingeart som beskrevs av Hall och Neal L. Evenhuis 1980. Bombylius japygus ingår i släktet Bombylius och familjen svävflugor.
Artens utbredningsområde är Kalifornien. Inga underarter finns listade i Catalogue of Life.